# 川瀬善太郎

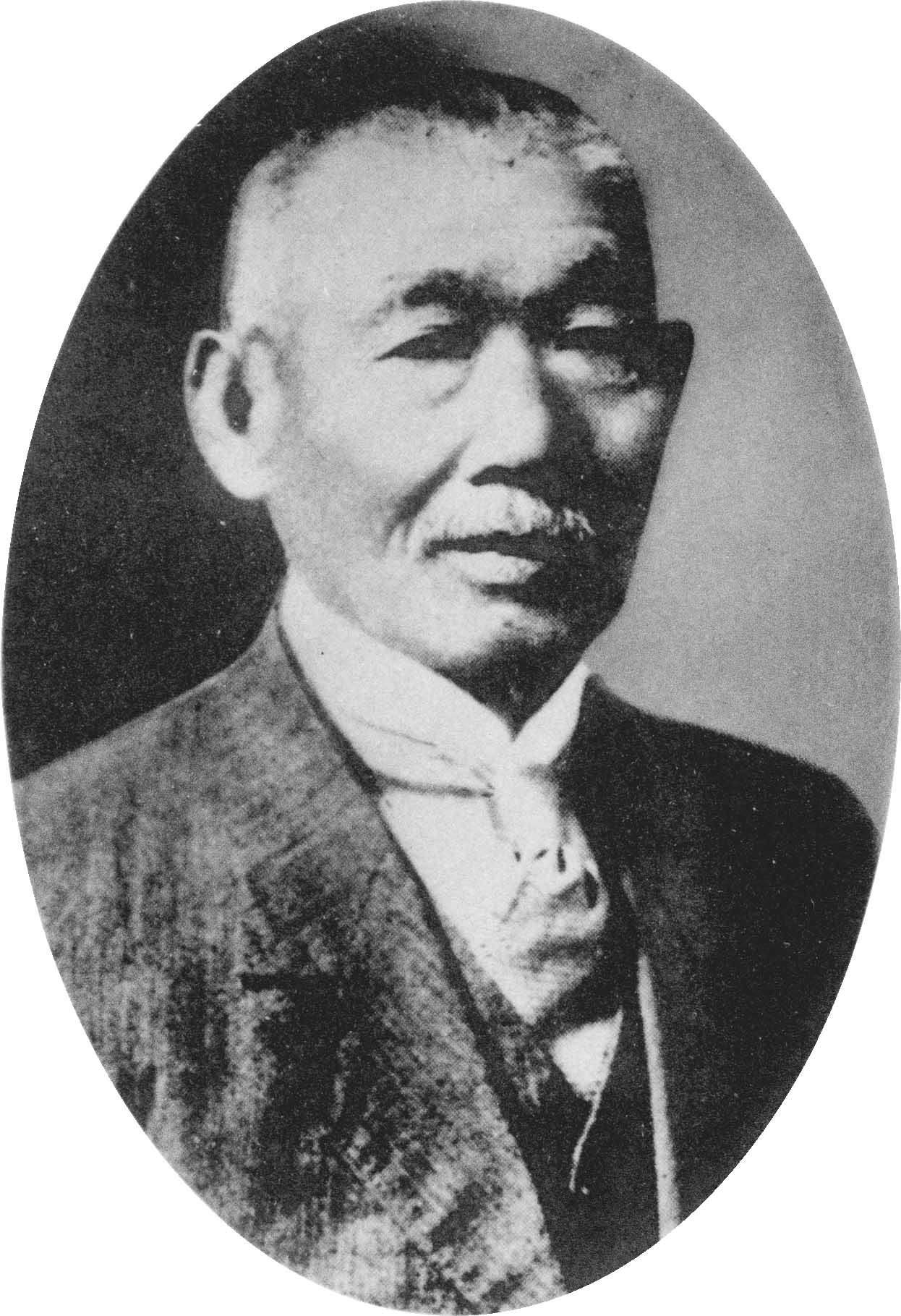
川瀬善太郎

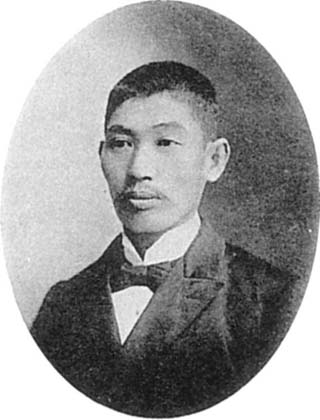
川瀬善太郎

川瀬 善太郎（かわせ ぜんたろう、文久2年6月29日（1862年7月25日） - 昭和7年（1932年）8月29日）は、日本の林学者。

## 経歴
和歌山県出身。1890年（明治23年）、東京農林学校を卒業。営林主事・林務官補となり、1892年（明治25年）より林政学研究のためドイツに留学した。1895年（明治28年）、帰国とともに東京帝国大学農科大学教授となり、農商務省技師・山林局森林監査官を兼ねた。1899年（明治32年）に農学博士の学位を得た。1913年（大正2年）に再び欧米諸国に出張。その後、東京帝国大学附属演習林長、農学部長を歴任した。

## 栄典
- 1924年（大正13年）11月15日 - 正三位[4]

## 著書
- 『林政要論』（1903年、有斐閣）
- 『欧米ノ林業』（農商務省山林局、1915年）
- 『たぬき』（三浦書店、1916年）
- 『しか』（大日本山林会、1923年）